# انجمن مهندسان عمران آمریکا
انجمن مهندسان عمران آمریکا (به انگلیسی: American Society of Civil Engineers و به اختصار: ASCE)، انجمن تخصصی مهندسی عمران است که در سال ۱۸۵۲ میلادی بنیان گذاشته شده‌است و یکی از قدیمی‌ترین انجمن‌های مهندسی درآمریکا می‌باشد. این سازمان اکنون بیش از ۱۴۶٬۰۰۰ عضو از سراسر دنیا دارد و نیز فعالیت‌های بسیار زیادی در خارج از آمریکا دارد. دفتر مرکزی این انجمن در شهر رستون (به انگلیسی: Reston) ایالت ویرجینیا واقع شده‌است.
انجمن مهندسان عمران آمریکا با بیش از ۱۷۰ سال قدمت، دارای بیش از ۱۵۰ هزار عضو از ۱۷۷ کشور دنیاست. این انجمن از سال ۱۹۴۹ تا کنون سالانه سه تا پنج نفر را برای دریافت این جایزه تحقیقاتی هوبر انتخاب می‌کند.
عضویت در این انجمن مهندسی فواید زیادی دارد مانند:
- امکان شرکت در جلسه‌های آنلاین حول موضوع‌های مهندسی
- دسترسی آنلاین به ماهنامه‌های منتشر شده توسط انجمن
- دسترسی به کتابخانه مهندسی عمران و خریدن کتاب‌ها با تخفیف مخصوص اعضاء

## موسسه‌های زیر مجموعه
- مهندسی ژئوتکنیک
- معماری
- مهندسی زلزله
- مهندسی سازه
- مهندسی محیط زیست
- مهندسی حمل ونقل شهری
- مهندسی سواحل، دریاها، اقیانوس‌ها

## عجایب مهندسی جهان
از جمله سازه‌های طراحی شده در انجمن مهندسی عمران آمریکا
- برج امپایر استیت در شهر نیویورک، آمریکا
- برج سی ان (به انگلیسی: CN tower) در شهر تورنتو، کانادا
- کانال پاناما در پاناما
- پل گلدن گیت در شهر سن فرانسیسکو، آمریکا

## مسابقات و جوایز
- جایزه والتر هوبر برای پژوهش در مهندسی عمران[۲]
- مسابقه تحلیل داده ال تی پی پی[۳]